# Айван Магілл
Сер Айван Вайтсайд Магілл (англ. Ivan Whiteside Magill, 23 липня 1888 — 25 листопада 1986) — анестезіолог ірландського походження, відомий завдяки значному внеску у сучасну анестезіологію. Він брав участь у заснуванні Асоціації анестезіологів Великої Британії та Ірландії. На його честь названо кілька приладів.

## Біографія
Спершу лікар загальної практики, з 1919 року він почав працювати анестезіологом у Королівському шпиталі у Сідкапі (один з південно-східних районів Лондона). Шпиталь було засновано для лікування поранень лицевої ділянки, отриманих під час Першої світової війни. Працюючи з пластичним хірургом Гарольдом Гіллісом, він винайшов велику кількість анестезіологічного обладнання, зокрема і техніку ендотрахеальної анестезії з використанням однієї трубки. Це було зумовлено значними труднощами використання «стандартних» анестетиків — хлороформу та ефіру при масковій анестезії у пацієнтів з важкою лицевою травмою, оскільки маски закривають операційне поле.
Після закриття шпиталю та зменшенням кількості пацієнтів з пораненнями внаслідок війни, продовжив приватну практику разом з Гіллісом і влаштувався на роботу у шпиталі Вемстмінстеру та Бромлі. Королева Єлизавета II посвятила його у лицарі у 1960. Він брав участь у заснуванні Асоціації анестезіологів Великої Британії та Ірландії та Факультету анестезії Королівської колегії хірургів, де він впровадив навчальну програму з анестезіології — першу навчальну програму такого типу.
У 2010 у його рідному місті Ларні у Північній Ірландії було встановлено було встановлено синю табличку.

## Досягнення Магілла

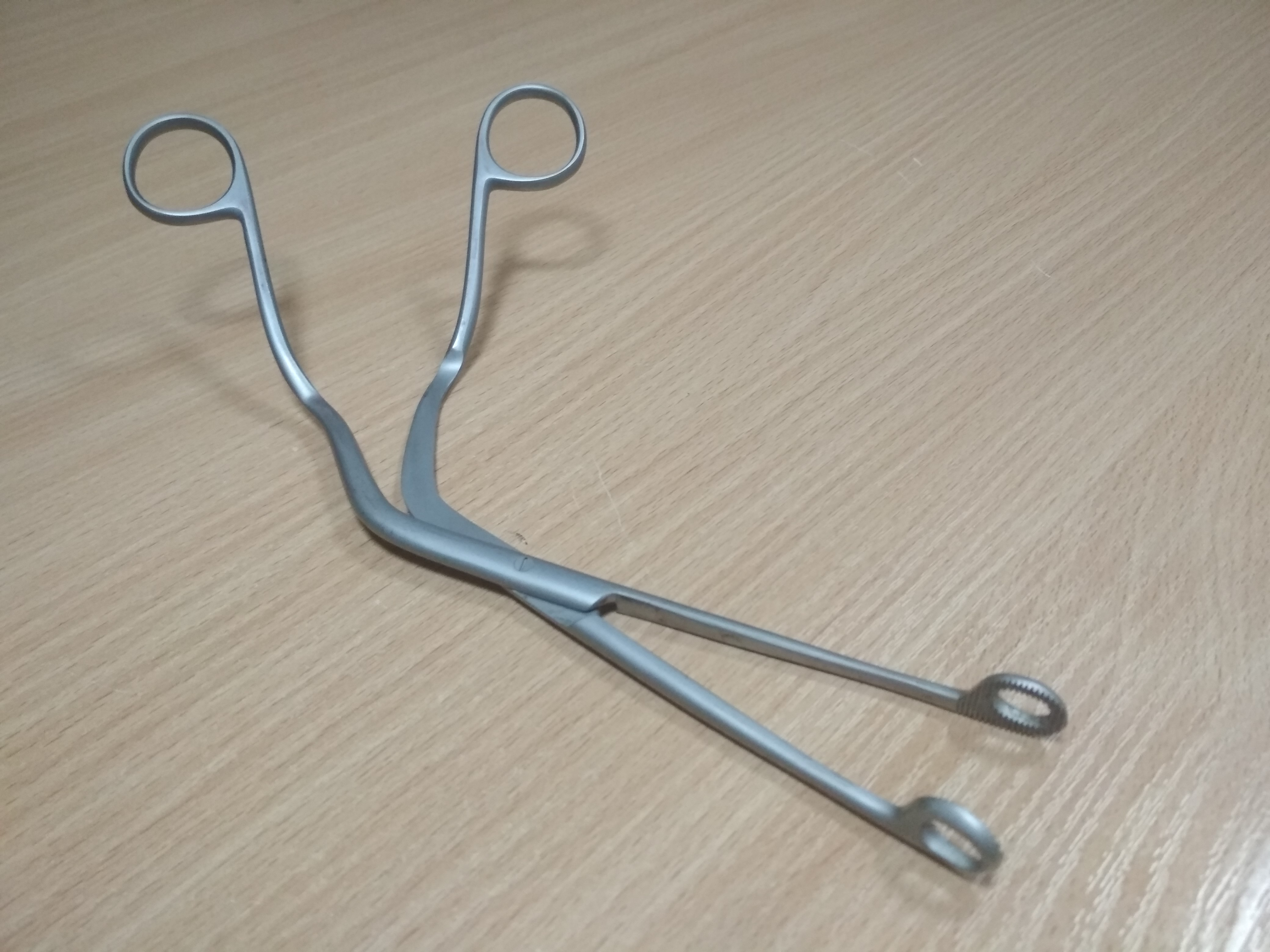
Щипці Магілла (правобічні)

- Ендотрахеальна трубка (ендотрахеальна трубка Магілла, оральний та назальний варіанти)
- Анестезіологічна дихальна система (контур Магілла та клапан видиху)
- Інтубаційні щипці (щипці Магілла)
- Ларингоскоп, варіант з прямим клинком
- Конектор ендотрахеальної трубки до дихального контуру
- Конектори ендотрахеальних трубок, оральні та назальні версії
- Трахеальний спрей Магілла (анестетик для глотки)
- Сприяв заснуванню Асоціації анестезіологів у 1932 році.

## Друковані праці
- Magill IW. «Endotracheal Anaesthesia» Proc RSM, 1928, 22(2):85-88
- Magill I. «Warming Ether Vapour for inhalation» Lancet 1921,i:1270 (letter)
- Magill I. «An apparatus for the Administration of Nitrous Oxide, Oxygen and Ether» Lancet 1923,ii: 228
- Magill I. «The Provision for Expiration in Endotracheal insufflation» Lancet 1923,ii: 68-9
- Magill I. «A Portable Apparatus for Tracheal Insufflation Anaesthesia» Lancet 1921,i: 918
- Rowbotham ES, Magill I. «Anaesthetics in the Plastic Surgery of the Face and Jaws» Proc RSM 1921, 14: 17-27
- Magill also contributed a chapter to Gillies HD, Millard R: Principles and Art of Plastic Surgery (Boston, Little Brown & Co, 1957).